# فنون وثقافة جوجل
فنون وثقافة جوجل هو موقع ويب من نوع برمجية أنشئ في 1 فبراير 2011، الموقع ملك جوجل.

## وصلات خارجية
- الموقع الرسمي